# Sitobion phyllanthi
Sitobion phyllanthi är en insektsart. Sitobion phyllanthi ingår i släktet Sitobion och familjen långrörsbladlöss. Inga underarter finns listade i Catalogue of Life.